# José Octavio Ruiz Arenas
José Octavio Ruiz Arenas es un sacerdote y arzobispo católico colombiano.

## Biografía
Nacido en la capital colombiana Bogotá, el día 21 de diciembre del año 1944.
Su padre era Octavio Ruiz Arenas Courvel y su madre Mercedes Barragán. Después de completar sus estudios primarios y secundarios, descubrió su vocación religiosa y decidió entrar en el Seminario Menor San José y más tarde se matriculó en el Seminario Mayor de Bogotá, donde realizó su formación eclesiástica y también estudió Teología y Filosofía.
El día 29 de noviembre de 1969 a la edad de 24 años, fue ordenado sacerdote para la Arquidiócesis de Bogotá, a manos del entonces arzobispo Mons. Aníbal Muñoz Duque.
Después de ser ordenado sacerdote, fue asignado como vicario en una parroquia del municipio de Soacha, cerca de la capital.

## Vida y obra
Monseñor Octavio Ruiz Arenas nació en Bogotá el 21 de diciembre de 1944.
Cursó los estudios de secundaria en el Seminario Menor de Bogotá y los de Filosofía y Teología en el Seminario Mayor de la misma ciudad. Más tarde perfeccionó sus estudios en la Pontificia Universidad Gregoriana de Roma (1977-1979), obteniendo la Licenciatura y el Doctorado en Teología Dogmática.
Fue ordenado sacerdote el 29 de noviembre de 1969 en Bogotá, Arquidiócesis a la que ha estado incardinado.
Ha desempeñado los siguientes cargos: vicario cooperador de Soacha (1969-1972); profesor en el Seminario Menor de Bogotá (1973-1974); vicepárroco de la Parroquia de Egipto en Bogotá (1974-1975); vicario ecónomo de las Aguas (1976). En 1980 fungió como rector del Seminario Menor de Bogotá y de 1981 a 1984 integró el grupo de Formadores del Seminario Mayor de la misma ciudad capital. De 1985 a 1996 trabajó como Ayudante de estudio de la Congregación para la Doctrina de la Fe.
Nombrado Obispo titular de Troina y Auxiliar de Bogotá el 8 de marzo de 1996; recibió la consagración el 13 de abril de ese mismo año.
Sucesivamente, el 16 de julio de 2002, fue nombrado Obispo de Villavicencio y el 3 de julio de 2004, al ser elevada la diócesis de Villaviciencio a Sede Metropolitana, fue nombrado primer Arzobispo de la misma sede.
El 31 de mayo de 2007, Su Santidad Benedicto XVI lo nombró Vicepresidente de la Pontificia Comisión para América Latina.
El 13 de mayo de 2011 el Papa Benedicto XVI lo nombró secretario del Consejo Pontificio para la Promoción de la Nueva Evangelización.

## Episcopado
Nombrado Obispo titular de Troina y Auxiliar de Bogotá el 8 de marzo de 1996; recibió la consagración el 13 de abril de ese mismo año. quien gobernó la Zona Pastoral episcopal de la Sagrada Eucaristía. En 1970, mons. Aníbal Muñoz Duque siendo arzobispo coadjutor de la arquidiócesis de Bogotá y administrador apostólico de la misma, promovió la creación de "vicarias pastorales" dentro de su populosa jurisdicción, buscando una mejor organización de la Arquidiócesis; Muñoz Duque tenía en la mira la posibilidad de que estas zonas pastorales se convirtieran en un futuro en diócesis independientes, para así procurar una mejor atención pastoral y administrativa en las áreas donde el aumento de la población y el desarrollo urbano lo requería, para lo cual, presentó un proyecto a la Santa Sede para tal fin.
En ese mismo año, Muñoz creó en el noroccidente de la ciudad de Bogotá la vicaria de la Sagrada Eucaristía, en ese entonces con 21 parroquias, y como su primer vicario nombró al presbítero Carlos Sánchez Torres.
En 1992 dado el crecimiento demográfico de la capital, el cardenal y arzobispo de Bogotá Mario Revollo Bravo, estableció la Vicaria de San Pedro, al frente de la cual continuo mons. Sánchez Torres y en la vicaria de la Sagrada Eucaristía fue nombrado el presbítero Carlos Julio López. El 3 de mayo de 1996, el cardenal y arzobispo de Bogotá Pedro Rubiano Sáenz establece las vicarias pastorales en Zonas Pastorales Episcopales colocando al frente de ellas a sus obispos auxiliares, para lo cual Ruiz Arenas fue nombrado obispo auxiliar y vicario episcopal de esta zona de la Arquidiócesis de Bogotá. Posteriormente fue nombrado Obispo de Villavicencio por el papa Juan Pablo II, el 16 de julio de 2002, y el 3 de julio de 2004, al ser elevada la diócesis de Villaviciencio a Sede Metropolitana, fue nombrado primer Arzobispo de la misma sede.

## En la Curia Romana
El 31 de mayo de 2007, el papa Benedicto XVI lo nombró Vicepresidente de la Pontificia Comisión para América Latina.
El 13 de mayo de 2011, Benedicto XVI lo nombró secretario del Pontificio Consejo para la Promoción de la Nueva Evangelización, cargo que desempeñó hasta el 2 de septiembre de 2020.
El 3 de noviembre de 2017 fue confirmado como miembro de la Congregación para los Obispos in aliud quinquennium, siendo confirmado usque ad octogesimum annum aetatis el 3 de noviembre de 2022.